# Lolomoyo (Lolowau)
Lolomoyo is een bestuurslaag in het regentschap Nias Selatan van de provincie Noord-Sumatra, Indonesië. Lolomoyo telt 772 inwoners (volkstelling 2010).